# Stanislav Vávra
Stanislav Vávra (7. dubna 1933 Praha-Libeň – 11. října 2020) byl český básník a spisovatel. V padesátých letech 20. století byl spolu se svým bratrem Vladimírem Vávrou, Jiřím Šmorancem a Zdeňkem Buřilem členem surrealistické skupiny Libeňští psychici. V Libni byl častým návštěvníkem v ulici Na Hrázi, v bytě Bohumila Hrabala. Setkával se zde s lidmi z Hrabalova okolí, především Vladimírem Boudníkem. S ním chodil do pražských ulic malovat podle skvrn na stěnách činžáků v duchu Boudníkova explosionalismu, na jehož manifestu se také podílel.
Publikovat začal až po roce 1989 (Hanťa press, Salon Práva). Pro Český rozhlas připravil několik pořadů. V roce 2009 vyšel v nakladatelství Concordia reprezentativní sborník libeňských psychiků, který Vávra sestavil.

## Dílo
- Snovidění (1992)
- Perpetuum mobile (2003)
- Zvířený prach (2004)
- Mlčenlivá věž (2005)
- Vzkazy na účtence (2013)
- Kapitoly o krvácejícím jablku (2013)